# Частичные вычисления
Частичные вычисления (англ. partial evaluation, PE) в информатике — стратегия вычислений, которая заключается в получении более эффективного кода на основе использования заданной информации о части аргументов и однократного выполнения той части кода, которая зависит только от известной части аргументов и не зависит от неизвестной части. Является разновидностью специализации, т. е. оптимизации программ на основе использования заданной информации о значении части переменных.
Частичные вычисления могут производиться в неприменённой функции. При наличии побочных эффектов полное частичное вычисление может приводить к нежелательным результатам, поэтому системы, поддерживающие частичные вычисления, производят их лишь для чистых выражений (выражений без побочных эффектов) в функциях.
Самое простое применение частичных вычислений — создание новых программ, которые работают быстрее, чем исходные, и при этом гарантированно обладают таким же поведением.
Компьютерная программа prog рассматривается как преобразование входных данных в выходные данные:
{\displaystyle prog:I_{\text{static}}\times I_{\text{dynamic}}\to O,}
где {\displaystyle I_{\text{static}}} — статические данные — представляет собой часть входных данных, известную во время компиляции.
Частичный вычислитель преобразует {\displaystyle \langle prog,I_{\text{static}}\rangle } в {\displaystyle prog^{*}:I_{\text{dynamic}}\to O} путем предварительного вычисления всех статических входных данных в время компиляции. {\displaystyle prog^{*}} называется остаточной программой. Она должна работать более эффективно, чем исходная программа.

## Проекции Футамуры
Примером использования частичных вычислений является случай, когда prog — интерпретатор языка программирования.
Эта ситуация впервые была описана в 1970-х годах Ёсихико Футамурой.
Если Istatic является исходным кодом на интерпретируемом языке, предназначенным для работы внутри интерпретатора prog, то специализация интерпретатора относительно него создает prog* — интерпретатор, запускающий только исходный код Istatic, не требующий его повторного написания и работающий быстрее, чем исходная комбинация интерпретатора prog и исходного кода Istatic. Фактически prog* является скомпилированной версией Istatic.
Эта техника известна как первая проекция Футамуры, которых существует три:
1. Специализация интерпретатора для заданного исходного кода является исполняемым файлом.
2. Специализация специализатора для интерпретатора из п. 1 является компилятором.
3. Специализация специализатора из п. 2 для самого себя является генератором компиляторов, т. е. инструментом, который может преобразовать любой интерпретатор в соответствующий компилятор.[3]